# تکدست (نوعی رقص مازنی)
تکدست، نوعی رقص مازنی است که معمولاً در جشن‌ها و مراسمات عروسی در مازندران، به ویژه در غرب مازندران و شهرهای نور و چمستان، رواج دارد.نحوه‌ی اجرای آن معمولاً بدین صورت است که افراد در وسط، دور یک دیگر حلقه زده و دست‌ها را مقابل صورت خود میگیرند و هماهنگ با ضرب طبل کوچک آهنگ، کف میزنند. بیشتر اوقات، پس از هر بار کف زدن، دستهای خود را دور هم می‌چرخانند و این به خاص‌تر کردن این رقص می‌افزاید، اما نسخه‌های بدون چرخش و ساده‌ی آن نیز وجود دارد.گاهاً دو نفر از حلقه جدا شده در وسط این حلقه و رو به روی هم، این رقص را انجام میدهند که تفاوت اجرای آن‌ها با افراد دور حلقه در پرش آنها همراه با حرکات پا و هماهنگ با Snare است.

## تفاوت تکدست با دُروم
رقص تکدست یا دستهای پروانه‌ای، با نوع دیگر از رقص غرب مازندران که دُروم نام دارد، کاملاً متفاوت است و گاه غیر بومیانی که ِآشنایی با آن‌ها ندارند، از نام این دو به جای همدیگر استفاده میکنند و یا بدتر از آن این که هر دو رقص را یکی میدانند. اما با تماشای اجرای این دو رقص، کاملاً شاهد تفاوت آشکار آن خواهند شد. در رقص تکدست، تمرکز اصلی بر کف زدن هماهنگ با Snare آهنگ است و حرکات اضافه‌تر در خدمت همین تمرکز هستند. اما در رقص دُروم، تمرکز بر روی پرش با آهنگ است و معمولاً در هماهنگ با Snare، افراد به صورت تک پا میپرند و با یک پای دیگرشان فرود می‌آیند و در حرکت بعدی پا را عوض میکنند. این رقص به طور تمام با پرش‌ انجام میشود. همچنین هیچگاه کف نمیزنند و دست‌ها را با هر بار پرش به صورت یکی در میان، به بالا آورده و به پایین میبرند.
علاوه بر تفاوت در نحوه‌ی اجرای این دو رقص، آهنگ‌های مخصوص رقص تکدست، ریتم کُندتر (معمولاً 90bpm و ریتم 6/8) اشعار نسبتاً غمگین‌تری نسبت به دُروم دارد. اما برای رقص دُروم، از ریتم‌های تند (معمولاً 150bpm یا بیشتر و ریتم 4/4) و اشعار شاد استفاده میشود. البته ریتم و مضمون آهنگهای مخصوص هر دو رقص، طیف وسیعی از سرعت و یا حتی محتوا را در بر میگیرند، ولی به طور کلی ریتم تکدست از دُروم آهسته‌تر است و همچنین مضامین غمگین‌تری دارد.